# Оуэн, Уильям
Уильям Фицуильям Оуэн (англ. William Fitzwilliam Owen; род. 17 сентября 1774, Манчестер, Великобритания — 3 ноября 1857,) — суперинтендант Испанской Гвинеи в 1827—1829 годах.

## Биография
Незаконнорожденный сын капитана Уильяма Оуэна, он осиротел в возрасте четырёх лет, однако друг его отца, контр-адмирал сэр Томас Рич, присматривал и за Уильямом, и за его старшим братом Эдвардом. В 1788 году в возрасте 13 лет он поступил гардемарином на корабль Рича HMS Culloden, и с тех пор Королевский флот стал его жизнью. Своевольный и шумный, он не раз сталкивался с трудностями в начале своей морской карьеры. Он служил дома и на кораблях в Ост-Индии. Он получил звание лейтенанта в 1797 году. В 1801 году он принял командование брандером HMS Nancy. В конце 1801 года наёмный вооружённый катер «Кинг Джордж» под командованием мистера Яукинса служил под командованием Нельсона во время его неудавшейся атаки на Булонь. 25 августа Нельсон поднялся на борт «Кинг Джордж», чтобы провести разведку французского флота. В октябре Нельсон поручил Оуэну также командовать «Королём Георгом» с секретными инструкциями запустить горящую «Нэнси» во французский флот. Возгорания не произошло, и в декабре Нэнси была продана.
После возобновления войны с Францией в 1803 году Оуэн получил командование 16-пушечным бригом HMS Seaflower, который отплыл в Ост-Индию. Там он служил под командованием контр-адмирала сэра Эдварда Пелью, главнокомандующего Ост-Индией. Он исследовал Мальдивские острова в 1806 году и в том же году открыл пролив Сифлауэр между островами Сиберут и Сипора у западного побережья Суматры. Он сражался с голландцами в Ост-Индии, но 28 сентября 1808 года французский фрегат Manche захватил Seaflower. Французы удерживали Оуэна с 1808 по 1810 год на Маврикии, за это время он получил звание командующего. После освобождения Оуэн был произведён в капитаны в мае 1811 года, прежде чем вернуться в Англию в 1813 году. С 1815 по 1816 год он обследовал Великие озера Верхней Канады вместе с лейтенантом Генри Вулси Бэйфилдом, назвав залив в южной части Джорджиан-Бей «Оуэн-Саунд» в честь своего старшего брата, адмирала сэра Эдварда Уильяма Кэмпбелла Рича Оуэна. С 26 октября 1815 года по 31 мая 1816 года он был старшим офицером Королевского флота на Великих озёрах.
Оуэн нанёс на карту все восточноафриканское побережье от мыса Доброй Надежды до Африканского Рога между 1821 и 1826 годами на шлюпе «Левен» и в компании с бригом «Барракута». В этот период Оуэн установил единоличный протекторат Момбасы с целью пресечь «адскую торговлю» рабами; но Оуэн был вынужден закрыться по приказу Короны всего через три года. Когда он вернулся в 1826 году с 300 новыми картами, охватывающими около 30 000 миль береговой линии, более половины его первоначального экипажа были убиты тропическими болезнями. Его исследование восточного побережья Африки считается одним из самых сложных, когда-либо предпринятых британским адмиралтейством. В 1827 году он отвечал за создание колонии в Фернандо-По. В течение первого года к нему присоединился лейтенант Джеймс Холман, известный в своё время как «Слепой путешественник».
В середине 1830-х годов, не надеясь на дальнейшее назначение на флот, он переехал с семьёй в Нью-Брансуик. Он получил право собственности на остров Кампобелло, которое было передано его отцу, и был его лордом-владельцем, а также участвовал в других инвестициях в Нью-Брансуик. С 1841 года он служил мировым судьей, а также одновременно судьёй Нижнего суда по общим делам. Между 1837 и 1842 годами он был очень заметным членом Палаты собрания Нью-Брансуика от округа Шарлотта. После своего поражения на переизбрании в декабре 1843 года он был назначен в Законодательный совет Нью-Брансуика, активным членом которого он был до 1851 года. В 1844 году он был избран ассоциированным членом Американской академии искусств и наук. На заключительном этапе своей военно-морской карьеры, с сентября 1842 года по декабрь 1847 года, он провёл окончательное обследование залива Фанди для Адмиралтейства. Действительно, некоторые карты местности до сих пор основаны на его исследованиях.